# El Grau (l'Estany)
el Grau és una masia barroca al nord del poble de l'Estany (al Moianès). Aquest mas forma part d'un antic nucli de cases de pagès properes a la zona del monestir. Totes elles ja existien a l'any 1860 i, per tant, segons la inscripció de la llinda de la finestra situada sobre el portal de Can Grau, sabem que la casa ja existia durant el segle xviii (1768). Àdhuc, podria ésser anterior (del segle xvii) i reformada posteriorment.
És una masia disposada segons dos cossos perpendiculars i façana mirant el sud amb n gran portal adovellat de pedra. Finestres situades segons un eix irregular respecte a la portalada principal. Planta baixa, planta noble i segon pis. Parament de pedra amb posterior emblanquinada. La façana de llevant presenta una galeria d'arcs de mig punt formant una bonica porticada. L'aspecte del conjunt és poc cuidat: el mateix propietari ens explicava els dificultant que presenta el manteniment adequat d'una masia de semblants proporcions.